# Snörpvad

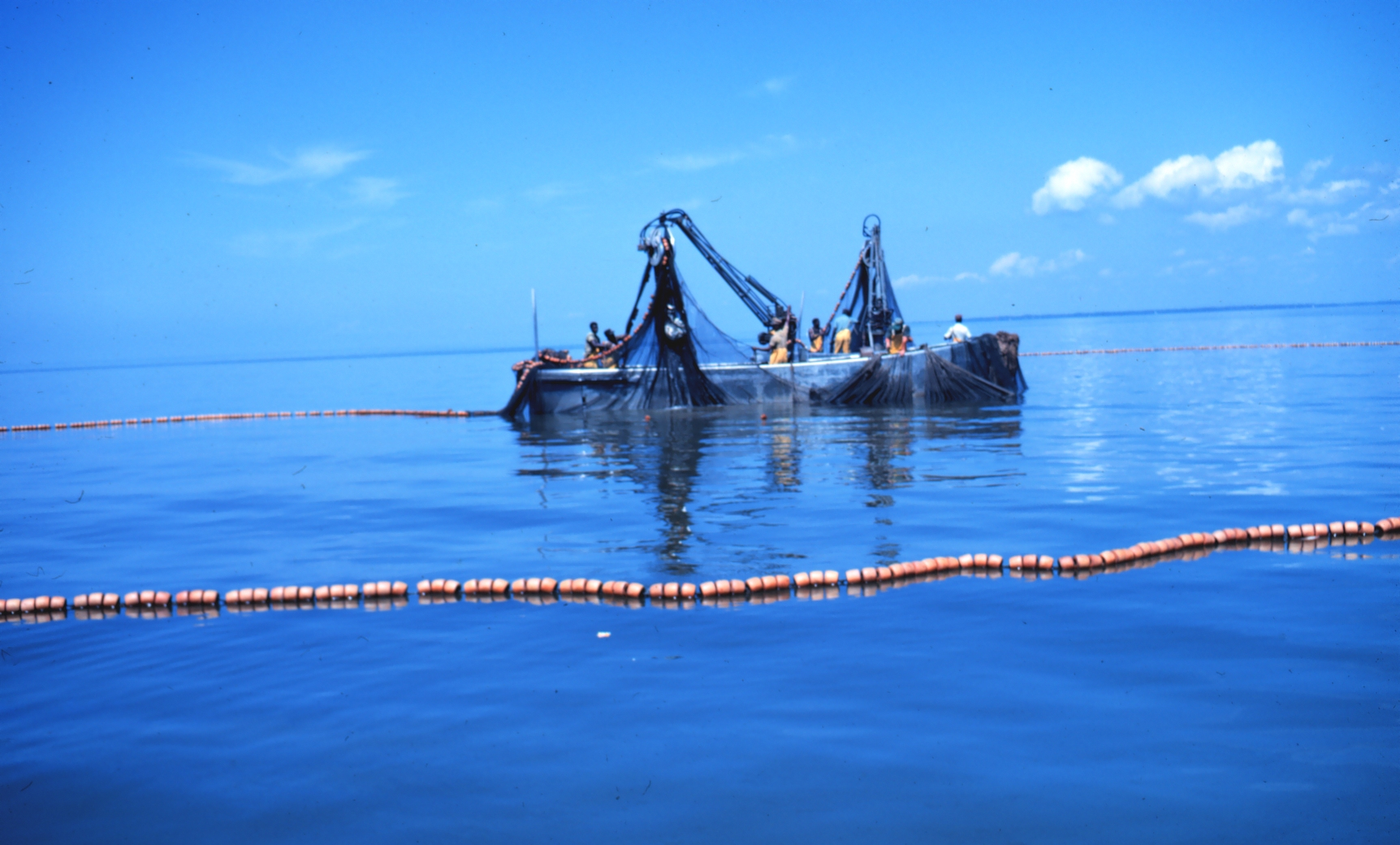
Snörpvadsfiske

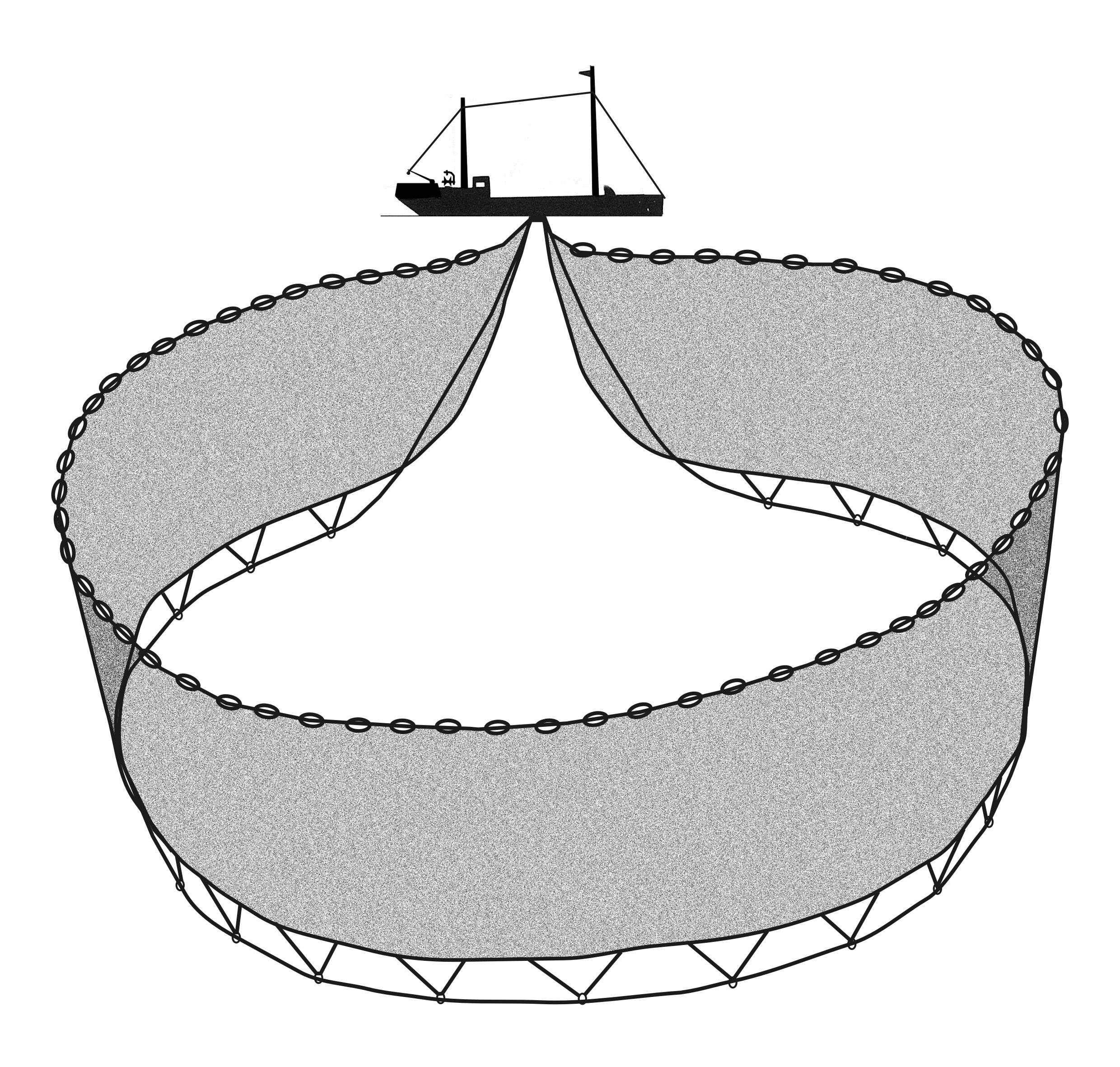
Snörpvad.

En snörpvad, även kallad ringnot, är det största av fiskeredskapen. Termen ringnot används oftast om de största snörpvadarna.
Snörpvaden består av ett nät som kan vara upp till 2000 meter långt och upp till 200 meter djupt. Dess överteln (överkant) är försedd med flöten av kork eller liknande material, medan dess underteln (underkant) är försedd med tyngder, som kan bestå av bly. Snörpvaden läggs ut i en ring kring ett område, där man med ekolod eller sonar registrerat, att fiskstim befinner sig. Snörpvaden läggs ut i en ring varefter besättningen drar ihop den undre delen av vaden (snörps) med hjälp av en vajer (snörplina) som går genom ringar längs vadens underteln.
Snörpvaden introducerades i Amerika på 1800-talet, och togs första gången in till Sverige därifrån 1881 av en öckeröfiskare. Det dröjde dock till början av 1900-talet innan snörpvaden blev vanlig, och under början av 1900-talet var den ett av de viktigaste fiskeredskapen, innan trålarna på 1950-talet började ersätta dem.
Före mitten av 1900-talet hanterades snörpvadarna huvudsakligen med handkraft. Snörpwiren kunde eventuellt dras åt med hjälp av motordriven winsch. De större ringnotarna blev möjliga att hantera bland annat genom att så kallade kraftblock utvecklades. Kraftblocket består av en v-formad gummirulle i vilken nätet läggs efter att vaden körts ut runt fiskstimmet och hopsnörpningen av bottnen är klar. Vaden dras in i fartyget igen med hjälp av en i kraftblocket inbyggd hydraulisk motor som driver gummirullen.
När snörplinan är ihopdragen och vaden är indragen vid fartygets sida varvid de fångade fiskarna trängts ihop uppe vid ytan kan fångsten som kan vara upp till 1000 ton håvas upp. I det moderna mekaniserade fisket kan även en så kallad fiskpump användas för att suga upp den ihopträngda fisken på fartyget.
Snörpvaden används i Nordostatlanten och i angränsande hav främst för fångst av mindre fiskarter, som går i stora stim, till exempel sill och makrill. I andra havsområden fångas exempelvis tonfisk med snörpvad.
I svenska fiskevatten har vadar med en längd av 700 till 800 meter och ett djup av 200 meter kommit till användning. Främst har här fiske bedrivits efter sill och skarpsill samt makrill.
Med modern teknik är det möjligt att intensifiera vadfisket och beskatta fiskbestånden hårt, ibland så hårt att hela beståndet hotas. Införandet av ringnoten i stor skala bidrog till den kraftiga nergången av bestånden av bland annat sill och makrill i Nordsjön under 1970- och 1980-talen.